# Kopalnia Węgla Kamiennego Ziemowit

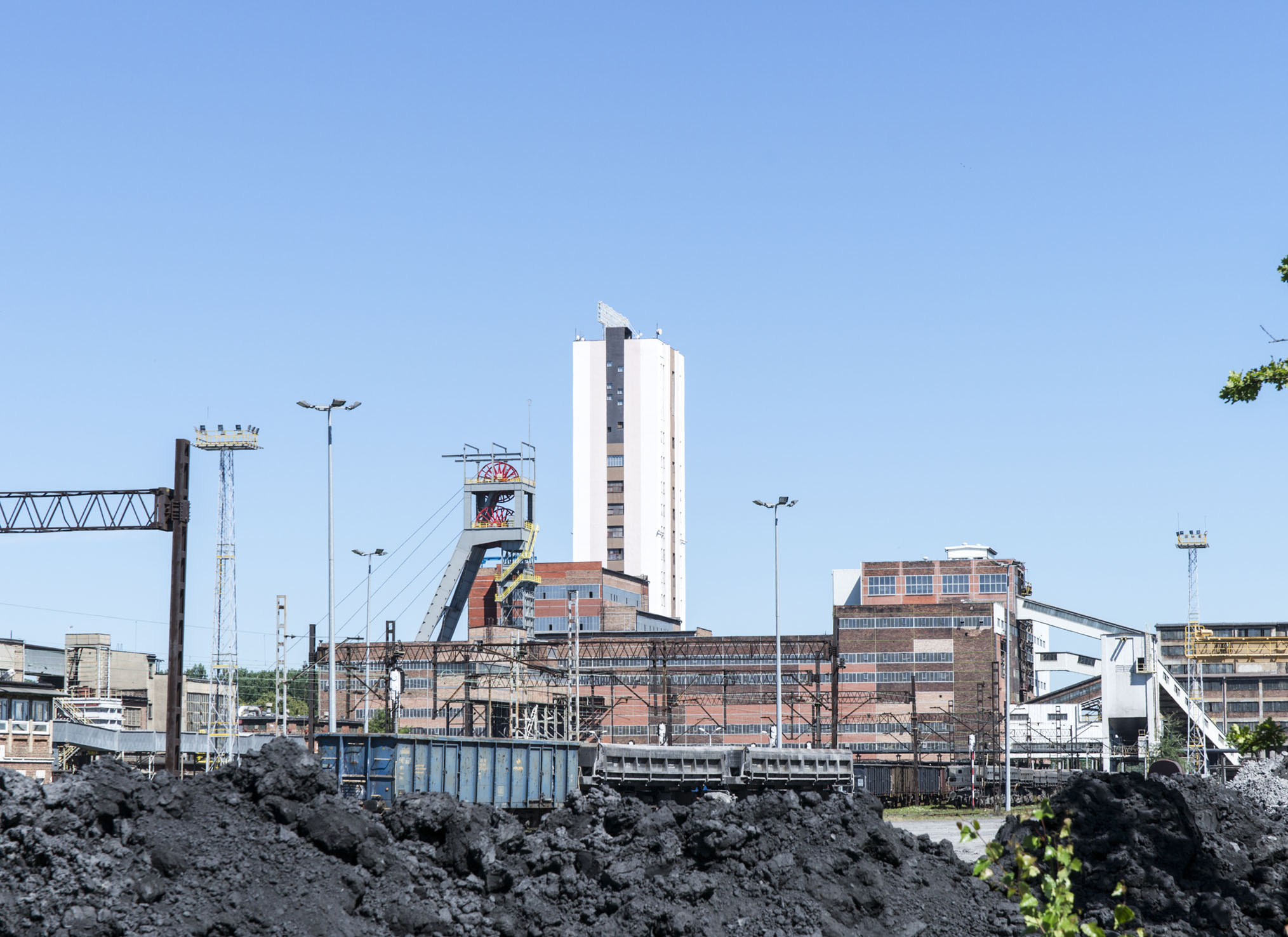
Gesamtanlage

Das Steinkohlenbergwerk Ziemowit (poln. Kopalnia Węgla Kamiennego Ziemowit; alte deutsche Bezeichnung Heinrichsfreude) ist ein Steinkohlenbergwerk in Lędziny, Polen, das seit dem 1. Mai 2016 zum Konzern Polska Grupa Górnicza gehört.

## Geschichte
Der Kohlebergbau in Lędzińy hat eine Tradition, die bis ins Jahr 1843 zurückreicht und die durch die Fürsten von Pleß gefördert und betrieben wurde.

### Heinrichsfreude
Wie auch bei zahlreichen anderen Bergwerken im Fürstentum Pleß war das zwischen 1843 und 1845 gemutete Steinkohlenbergwerk Heinrichsfreude (Lage) nicht streng gegenüber den ebenfalls im Pleß’schen Besitz befindlichen Bergwerken Emanuelssegen und Fürstengrube abgegrenzt.
Eine regelmäßige Förderung wurde erst nach 50 Jahren, nämlich 1893, im Norden von Lędzińy (deutsch Lendzin) aufgenommen und erfolgte anfänglich aus sehr oberflächennahen Flözen mit 3–3,5 m Mächtigkeit. So lag die Fördersohle 1912 bei lediglich 23 m. Das Feld wurde durch drei Schächte erschlossen, den Förderschacht „Mathilde“ mit 28 m Teufe und zwei Wetterschächten mit 15,5 m und 19,2 m Teufe. Ab 1923 führte das Bergwerk den Namen „Henryk“, der Schacht „Mathilde“ den Namen „Piast I“.
Da schon während des Zweiten Weltkriegs abzusehen war, dass die Schachtanlage „Piast“ das sehr große Baufeld nicht würde vollständig erschließen können, begann man 1942 mit der Errichtung einer zweiten Schachtanlage namens „Ziemowit“. Teufbeginn für den Zentralförderschacht war der 2. Oktober 1942.
Im deutsch besetzten Polen wurde das Bergwerk durch die Fürstlich Plessische Bergwerks AG verwaltet.

### KWK Ziemowit
Während die Förderung auf „Piast“ im Zweiten Weltkrieg aufrechterhalten werden konnte, gelang es erst 1952, die Schachtanlage „Ziemowit“ (Lage) in Betrieb zu nehmen.
Anfänglich arbeiteten beide Schachtanlagen unabhängig voneinander, wurden aber am 1. Juli 1972 zusammengelegt. Durch diese Fusion entstand die größte Zeche Europas mit einer Tagesförderung von 16.000 Tonnen und einer Berechtsame von 71,15 km². Bis 1984 konnte die Produktion auf 27.000 Tagestonnen gesteigert werden.
Ab 1947 zur Jaworznicko-Mikołowskie ZPW gehörend, wurde das Bergwerk vom 1. Februar 2003 bis zum 30. April 2016 von der Kompania Węglowa SA in Katowice betrieben. Seitdem gehört es zum neu gegründeten Konzern Polska Grupa Górnicza.

## Gegenwart

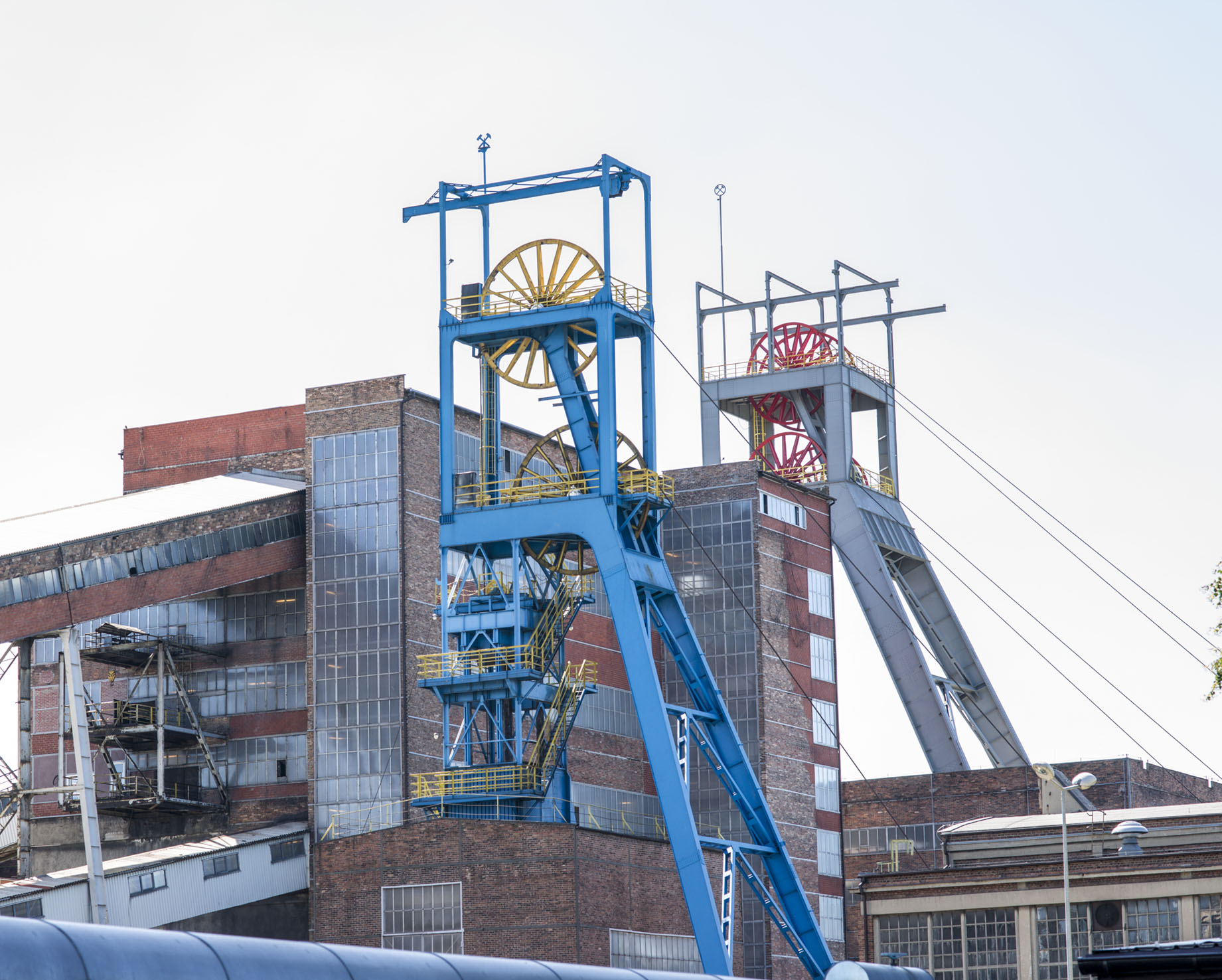
Schächte I und II

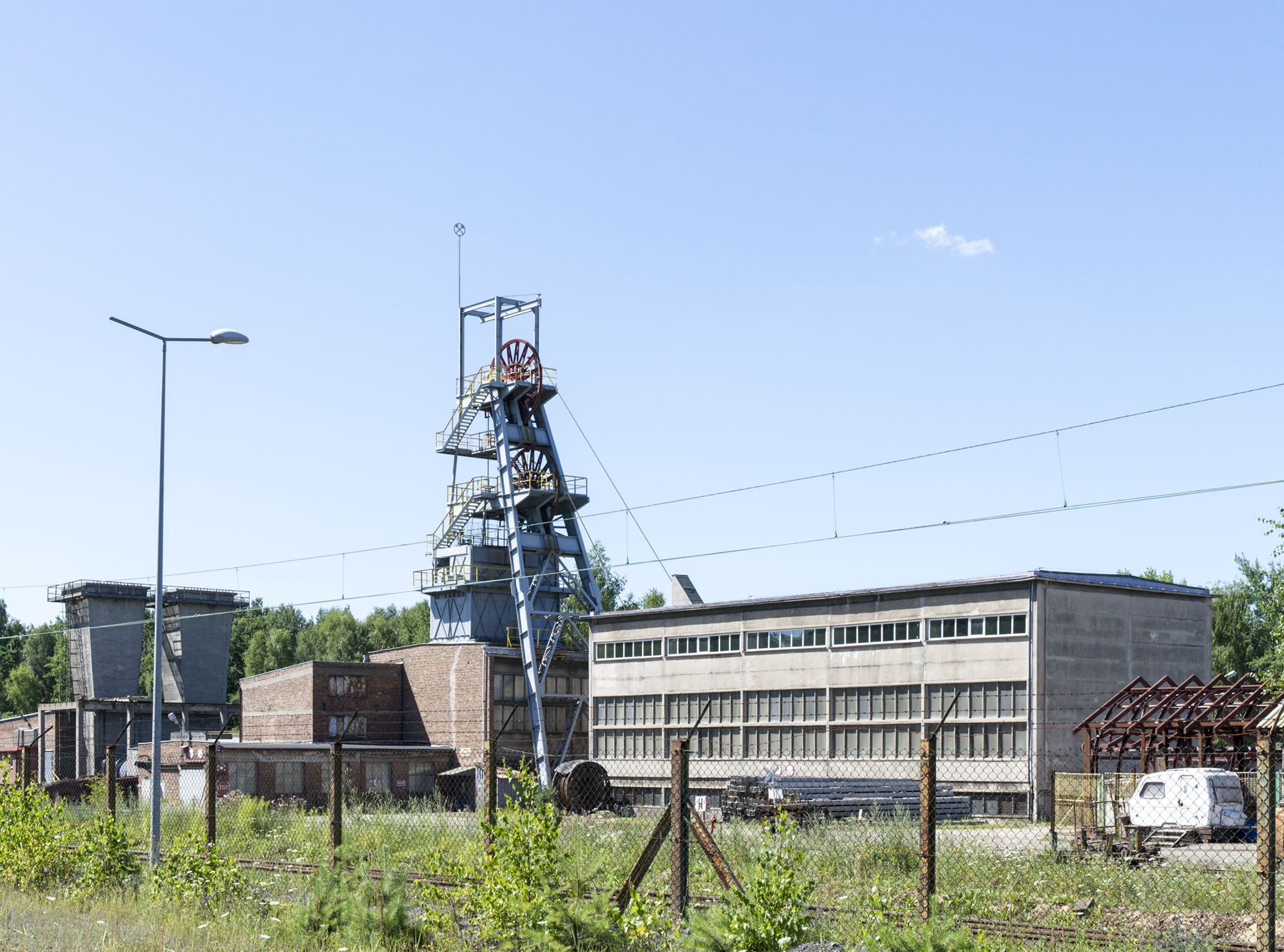
Wetterschacht Szewczyk

Der Kohleabbau erfolgt derzeit auf den 500-m- und 650-m-Sohlen. Abgebaut werden dort die Flöze 207, 206/1, 308 und 209.
Geologische Untersuchungen haben gezeigt, dass bis zu einer Teufe von 1000 m ca. 108 Mio. Tonnen Steinkohlen erschlossen werden können und damit ein Weiterbetrieb auf dem aktuellen Förderniveau bis 2020 sichergestellt ist. In größeren Tiefen lagern noch Kohlenvorräte für weitere 20 Jahre (vermutlich 245 Mio. Tonnen). Aktuell wird überlegt, unterhalb des Flözes 308 Methan in industriellem Maßstab zu gewinnen.
Im Gegensatz zu zahlreichen anderen Bergwerken des Konzerns PGG arbeitete das Bergwerk im Jahr 2014 noch mit einem Erlös von 9,62 zł pro Tonne Steinkohle, bevor es 2015 mit einem Verlust von 7,85 zł pro Tonne defizitär wurde.
Das Bergwerk verfügt aktuell über die Schächte I, II (Seilfahrt und Materialtransport) und III (Betonförderturm mit Skipförderung) sowie die Wetterschächte Szewczyk, W I und W II. Schacht Holdunów wurde inzwischen abgeworfen und verfüllt. Ebenso ist die Schachtanlage „Piast“ (Nicht mit dem gleichnamigen Bergwerk in Bieruń zu verwechseln.) vollständig geräumt worden.

## Förderzahlen
1913: 25.482 t; 1938: 254.027 t; 1970: 1,31 Mio. t (Piast) und 2,94 Mio. t (Ziemowit); 1979: 6,90 Mio. t